# Philippe III de Hanau-Lichtenberg
Pour les articles homonymes, voir Hanau (homonymie).
Philippe III de Hanau-Lichtenberg, né le 18 octobre 1482 et mort le 15 mai 1538 à Bouxwiller en Alsace, règne comme comte sur le territoire du Hanau-Lichtenberg de 1504 à 1538. Son règne est marqué par les violences de la Guerre des Paysans de 1525.

## Famille

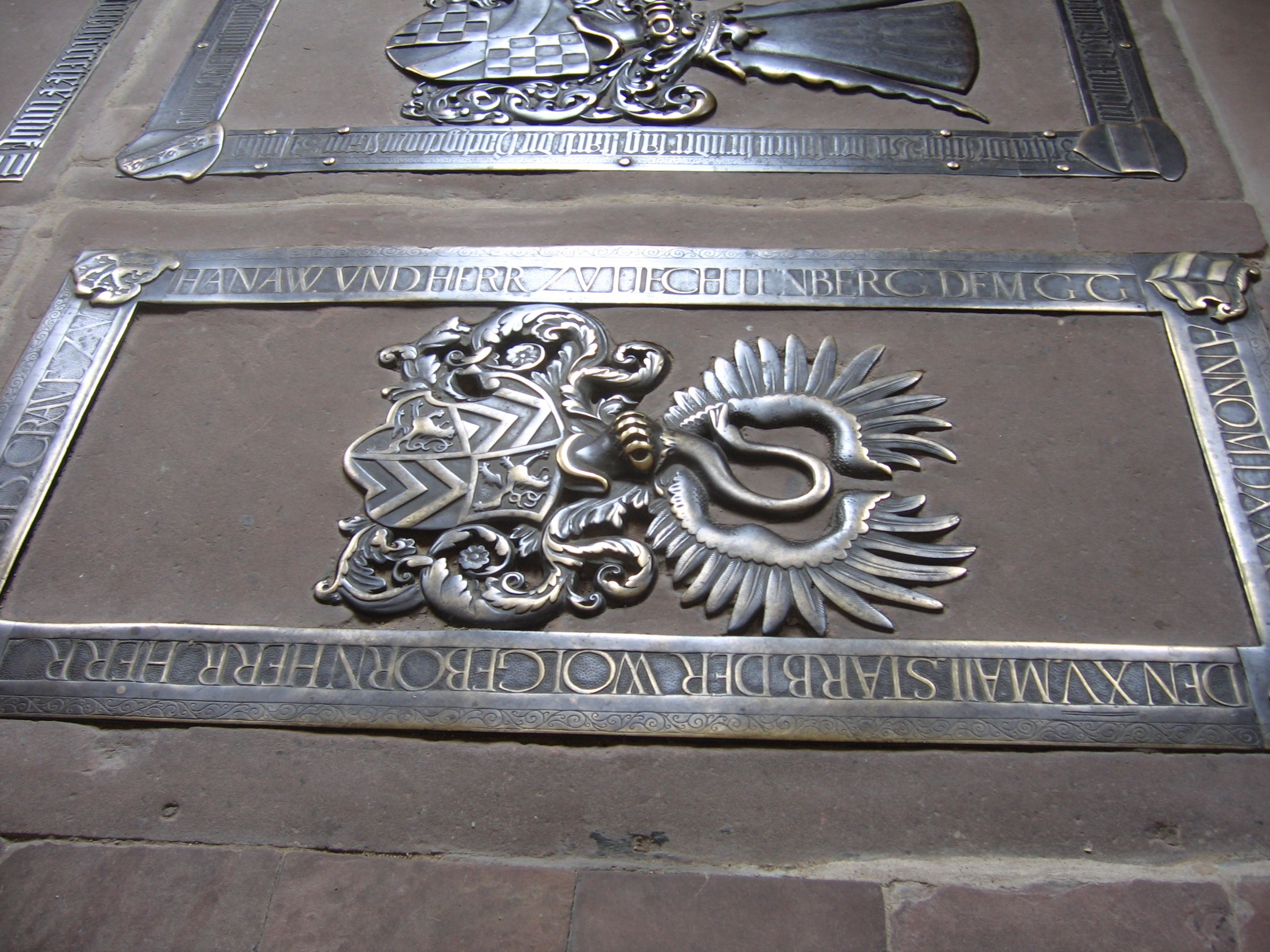
Pierre tombale de Philipp III de Hanau-Lichtenberg en l'église paroissiale de Babenhausen (Hesse)

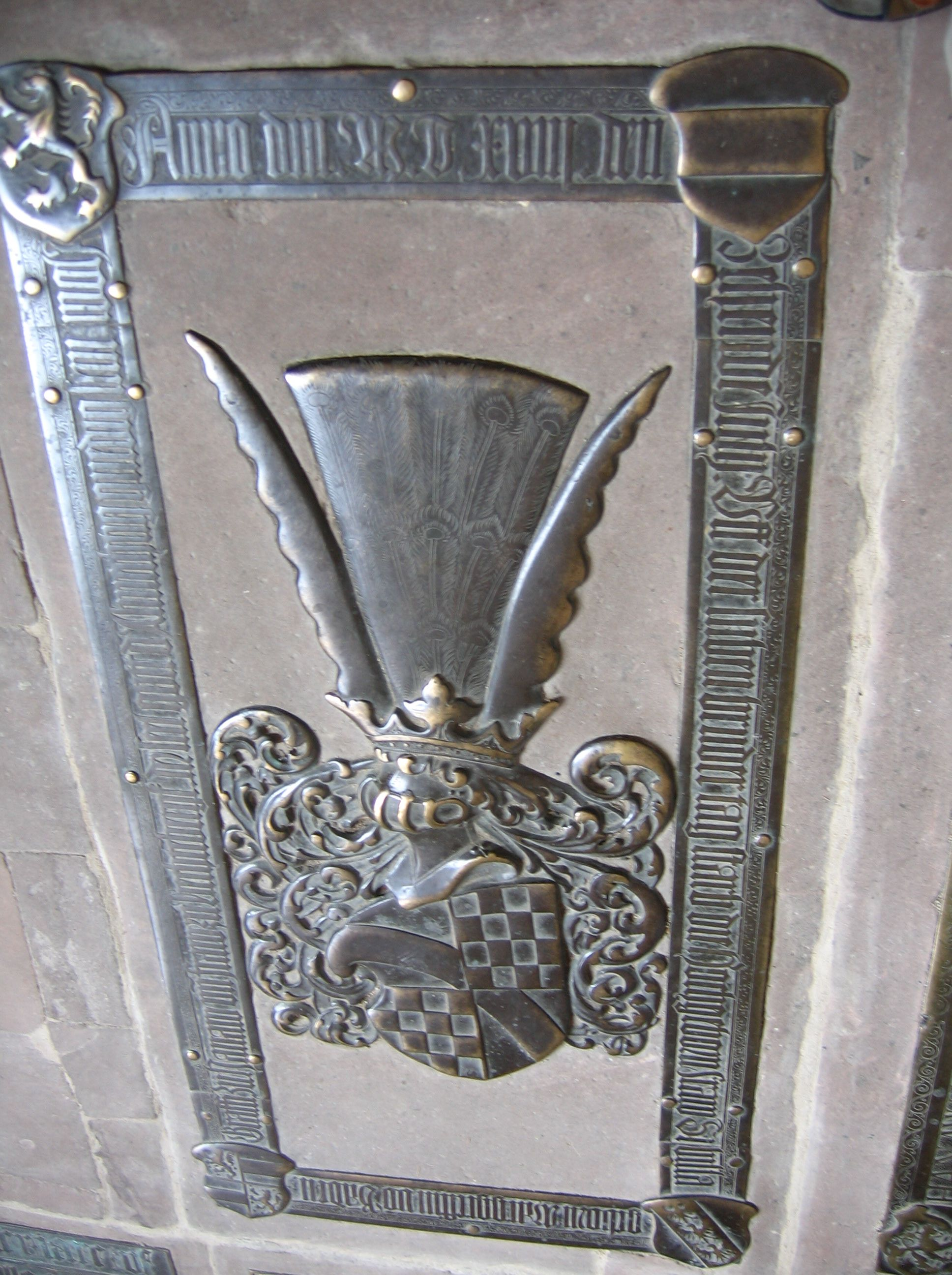
Pierre tombale de Sibylle de Baden

Philippe III épouse le 24 janvier 1504 à Baden-Baden Sibylle de Baden-Sponheim (de) (* 26 avril 1485; † 10 juillet 1518), fille du Markgraf Christophe Ier de Bade-Sponheim. Elle apporta en dot la somme de 5000 Florins. De cette union sont issus :
1. Johanna (de) (* 1507[2]; † 27 janvier 1572 au château d'Eberstein près de Gernsbach), elle épouse le 6 novembre Guillaume IV d'Eberstein (de) (* 3 mai 1497; † 1er juillet 1562).
2. Christophora (* 1509; † 7 mars 1582), nonne à partir de novembre 1526 puis dernière abbesse du cloître de Marienborn (de), puis laïque après la dissolution du monastère en 1559.
3. Amalie (* 1512; † 5 février 1578), nonne à partir de novembre 1526 au cloître de Marienborn, puis laïque à partir de 1559. Elle est inhumée le 7 février 1578 en l'Église Saint-Nicolas de Babenhausen.
4. Félicitas (5 mars 1513; † novembre 1513)[3].
5. Philippe IV (* 20 octobre 1514; † 19 février 1590).
6. Félicitas (* 1516; † 27 août 1551[4]? à Babenhausen ou plus tard, après 1559[5]), nonne à partir de novembre 1526 au cloître de Marienborn.

## L'affaire Albrecht von Berwangen
Le 18 avril 1513, on découvrit le corps sans vie d'Albrecht von Berwangen près de Strasbourg. Ce meurtre fut de suite attribué au comte Philippe III et à ses suivants. La victime engagée par le comte avait peu avant démissionné sous le prétexte que son salaire ne lui avait pas été versé. 

## Règne
La guerre des paysans éclata durant son règne en 1525. Sur la demande du Palatinat, il marcha contre les paysans du Hettgau mais aussi contre ses propres sujets. Il tenta aussi d'utiliser à ses propres fins ces émeutes. Il ne fit rien contre le pillage de l'abbaye de Neuwiller mais la situation lui échappa et, le 6 mai 1525, les paysans saccagèrent son château de Bouxwiller. Pour faire cesser les troubles, Philippe III se vit obligé d'appeler à la rescousse le duc Antoine II de Lorraine. Après la victoire de ce dernier, dix-huit villages du bailliage de Bouxwiller se virent frappés, par Philippe III, d'une amende, du renouvellement du vœu de fidélité, de l'interdiction du port d'armes et de rassemblement.

## Réforme religieuse
C'est sous le gouvernement de Philippe III que la Réforme prit pied dans le comté de Hanau-Lichtenberg. En effet, c'est en 1525, qu'il interdit la célébration des messes pour le salut des âmes des défunts. D'un autre côté, il chassa de son territoire le théologien Johannes Anglicus qui professait le nouvel enseignement car Philippe III était très réservé quant aux conséquences politiques que pouvait entrainer la Réforme.

## Décès
Un an avant son décès, Philippe III tomba malade et confia la régence à son fils et successeur Philippe IV.
Philippe III mourut le 15 mai 1538  à Bouxwiller et fut inhumé en l'église Saint-Nicolas de Babenhausen, en Hesse. On peut encore voir sa pierre tombale en cette église.